# Alessandro Massari Malatesta
Alessandro Massari Malatesta est un écuyer et militaire italien de la Renaissance, qui vécut à la fin du XVIe  et début du XVIIe siècle et qui écrivit plusieurs ouvrages dont un traité d'équitation, Compendio dell'heroica arte di cavalleria. 

## Ouvrages

### Compendio dell’heroice arte di cavalleria
Le traité d'équitation d’Alessandro Massari Malatesta Compendio dell’heroice arte di cavalleria a été imprimé à la toute fin du XVIe siècle. Deux éditions ont été cataloguées, une en 1599 et l’autre en 1600. Les deux ont été imprimées à Venise à la demande de Francesco Bolzetta, libraire à Padoue.
Cet ouvrage constitue une  véritable synthèse des traités d’équitation qui l’ont précédé. Il y mentionne à la fois les auteurs de la période classique et les modernes. Il précise qu’il ne veut pas dévier de leurs enseignements, mais qu’il veut les compléter des principes qui sont spécifiques aux combats à cheval. D’un point de vue technique, le texte n’est pas novateur mais demeure particulièrement intéressant car il propose un aperçu de l’utilisation de cheval à des fins militaires, à la fois à la guerre et lors des tournois. Il contient aussi un lexique des termes équestres de l’époque qui est très utile pour comprendre la signification de certains termes techniques utilisés par d’autres auteurs de la Renaissance qu’il est parfois difficile d’interpréter de nos jours. Il fournit aussi une description des différentes cultures équestres à travers le monde, de l’Asie à l’Afrique en passant par l’Europe, témoignant de sa curiosité et de sa large sphère culturelle.  Par exemple, lorsqu’il inventorie les principales races de chevaux, Masari s'attarde sur les chevaux mexicains « de choix » qui, à cette époque, étaient très rares.
Ce traité comporte quatre parties, la première est consacrée à la position et aux usages, la deuxième au combat à cheval, la troisième aux airs relevés et la quatrième aux joutes et aux tournois. 
Il distingue les combats singuliers des batailles. Le combat singulier peut être pratiqué par des chevaliers « en armes » ou « sans armes », c’est-à-dire avec ou sans armure. Les chevaux peuvent être protégés par des plaques métalliques au niveau de la tête et du corps. Il incite le cavalier à choisir son armure avec soin car elle doit tout à la fois être suffisamment résistante pour le protéger et confortable, lui permettant de bouger à son aise. Il déconseille les casques à visière qui sont connus pour n’assurer que peu de protection, ce qui fut prouvé lors de l’accident tragique du roi Henri II  lorsqu'il fut blessé mortellement lors d’un tournoi par un éclat de la lance du comte de Montgommery, alors que le coup visait la tête. Massari leur préfère les casques avec une ouverture pour la vue. Son choix se porte sur le pistolet comme arme offensive, même s’il est efficace uniquement à courte distance et en utilisant des balles ayant la forme d’ogives. L'épée doit être à double tranchant, ni trop courte ni trop longue. La lance doit être solide, fine et maniable. Il considère que les masses et les haches sont des armes utilisées pour les duels et non des armes de guerre car elles sont lourdes et malcommodes à manier. Il mentionne encore le zagaglie, une sorte de javelot utilisé par les Maures et les Espagnols.
Tout ce qui unifie la bataille, y compris face aux arquebuses et aux pistolets, exige un cavalier et une monture parfaitement adaptés. Il souligne l’importance d’avoir un cheval vif et soumis pour esquiver l’adversaire et avoir immédiatement l’avantage sur lui, tout à la fois lors des combats à la lance que dans ceux au pistolet. Lors d'un combat au pistolet, le chevalier doit amener l’adversaire à tirer le premier et esquiver la balle par une habile torsion du buste, ou en faisant exécuter un rapide changement de direction à sa monture. Cela lui permet de tirer à son tour au moment où il est à côté de son adversaire en visant la tête, le dos ou les reins, tout en faisant tourner le cheval vers la droite pour le garder à proximité de son adversaire. Il conseille de faire feu quand le canon du pistolet est pratiquement au contact de l’amure de l’adversaire. La qualité du cheval à tourner rapidement est tout aussi essentielle lors du combat à la lance car il permet d’attaquer immédiatement l’adversaire par derrière avec une épée, en visant le cou ou la partie de l’armure qui ne couvre pas les reins. En utilisant la vitesse du cheval, le chevalier doit  contourner son adversaire pour se placer à sa gauche afin d’être le plus éloigné possible de l'épée de ce dernier et pouvoir ainsi mieux se défendre.
Dans les combats « désarmés », c’est-à-dire sans armure, Massari recommande d’esquiver le premier adversaire, de faire rapidement tourner le cheval et de profiter de l’avantage. Dans tous les cas, choisir le bon cheval est essentiel. Les caractéristiques du cheval dépendent des besoins spécifiques de la cavalerie qui l'utilise. Les arquebusiers à cheval, la cavalerie légère armée d’une lance, cavalerie lourde avec lance et pistolet et les chevaliers en armure, armés d’un pistolet et d’une épée, emploient des chevaux différents.
Malatesta analyse ensuite les manières de combattre des Français et des Allemands. La qualité spécifique de ces derniers est la discipline alors que les Français se caractérisent par leur impétuosité. En d’autres termes, la cavalerie germanique est capable de conserver des rangs serrés et en ordre ce qui gêne de fait leur force d’impact qui est le point fort des Français. Il recommande aux Italiens de prendre le mieux de ces deux méthodes tactiques en combinant l'ordre et la force. La tactique employée lors des batailles consistait à pénétrer dans les rangs ennemis en faisant tourner le cheval vers la gauche et vers la droite pour créer de la confusion. Dans ce contexte, il conseille au chevalier encerclé de faire exécuter au cheval des sauts d'école et de recourir aux coups de pied. Le cavalier doit toujours avoir un cheval de remplacement, amené sur le champ de bataille par un écuyer, et qui est à sa disposition pour lui assurer en état de fraicheur.
Il considère que les combats chevaleresques, tels que les joutes et les tournois, sont très intéressants car ils permettent de tester le cavalier et le cheval, de confronter de nouveaux principes et de nouvelles pratiques. Les tournois notamment constituent de vraies dramaturgies qui reprennent les exercices à cheval, les mouvements des cavaliers, les scénarios et le cadre narratif des combats. Ils permettent pendant toute la Renaissance, à la valeur et au talent de la chevalerie de s'exprimer. La complexité des chorégraphies équestres, plus que tout combat chevaleresque, requiert des chevaux parfaitement dressés. Elles constituent de véritables « ballets », comme celui qu’il décrit dans son ouvrage et qui eut lieu à Padoue en 1599.

### Ouvrages sur la chevalerie
Alessandro Massari Malatesta publia des ouvrages sur la chevalerie dont Tractatus de modo equos fraenandi. Cum diversorum fraenorum variis figuris quibus ad praesens omnes bellicosi poluli utuntur ertc traité sur les raisons et la manière de brider les chevaux,  publié à Venise en 1607,  puis traduit en italien et publié à Rome par Stefano Paolini en 1613 sous le titre Della ragione e modi d’imbrigliar Cavalli. Il publie un autre traité en 1623 à Turin chez Giovanni Antonio Seghino, traité universel sur l’art militaire, dans lequel il fait, entre autres, une description de toutes les armées du monde du début des temps jusqu’à la Renaissance, Trattato universale della vera arte militare

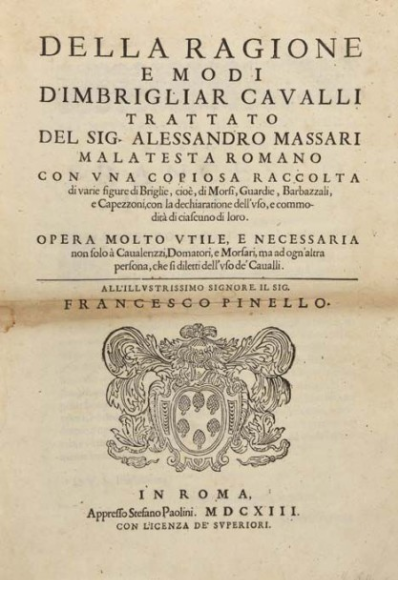
Della Ragione e modi d'imbrigliar cavalli.
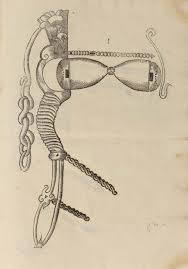